# Leichtathletik-Europameisterschaften 1946/80 m Hürden der Frauen

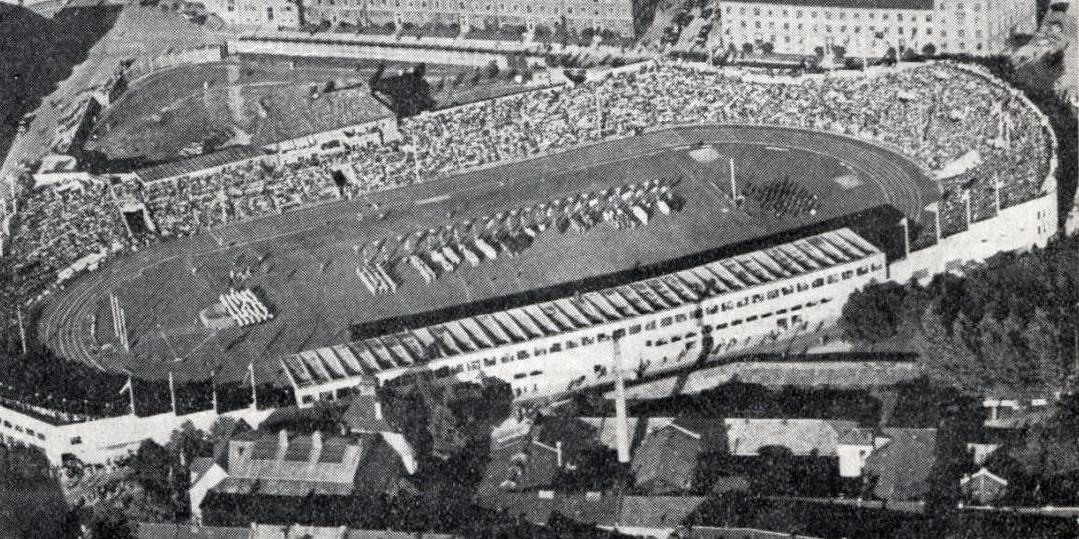
Das Bislett-Stadion in Oslo kurz nach den Europameisterschaften

Der 80-Meter-Hürdenlauf der Frauen bei den Leichtathletik-Europameisterschaften 1946 wurde am 23. August 1946 im Bislett-Stadion der norwegischen Hauptstadt Oslo ausgetragen.
In diesem Wettbewerb mit nur zehn Teilnehmerinnen errangen zwei sowjetische Läuferinnen Silber und Bronze. Europameisterin wurde die Niederländerin Fanny Blankers-Koen, die ihren ersten großen internationalen Titel gewann. Elene Gokieli belegte den zweiten Platz vor Walentina Fokina.

## Bestehende Rekorde
| Weltrekord Europarekord | 11,3 s | Claudia Testoni     | Garmisch-Partenkirchen, Deutsches Reich     | 23. Juli 1939      |
| Weltrekord Europarekord | 11,3 s | Fanny Blankers-Koen | Amsterdam, Niederlande                      | 20. September 1942 |
| Meisterschaftsrekord    | 11,6 s | Claudia Testoni     | EM Wien, Deutsches Reich (heute Österreich) | 17. September 1938 |

Der bestehende EM-Rekord wurde bei diesen Europameisterschaften nicht erreicht. Die schnellste Zeit erzielte die spätere Europameisterin Fanny Blankers-Koen aus den Niederlanden mit 11,7 s im ersten Vorlauf am 23. August, womit sie eine Zehntelsekunde über dem Rekord blieb. Zu ihrem Europa-, gleichzeitig Weltrekord, den sie zusammen mit der Italienerin Claudia Testoni besaß, fehlten ihr vier Zehntelsekunden.

## Vorrunde
23. August 1946, 17:30 Uhr
Die Vorrunde wurde in zwei Läufen durchgeführt. Die ersten drei Athletinnen pro Lauf – hellblau unterlegt – qualifizierten sich für das Halbfinale.

Wieso die Vorlaufeinteilung bei zehn Teilnehmerinnen nicht mit fünf Läuferinnen je Rennen vorgenommen wurde, ist nicht nachvollziehbar. Stattdessen liefen im ersten Vorlauf sechs, im zweiten vier Athletinnen. Eine eventuelle Erklärung liegt vielleicht in kurzfristigen Absagen, die jedoch nicht benannt werden.

### Vorlauf 1

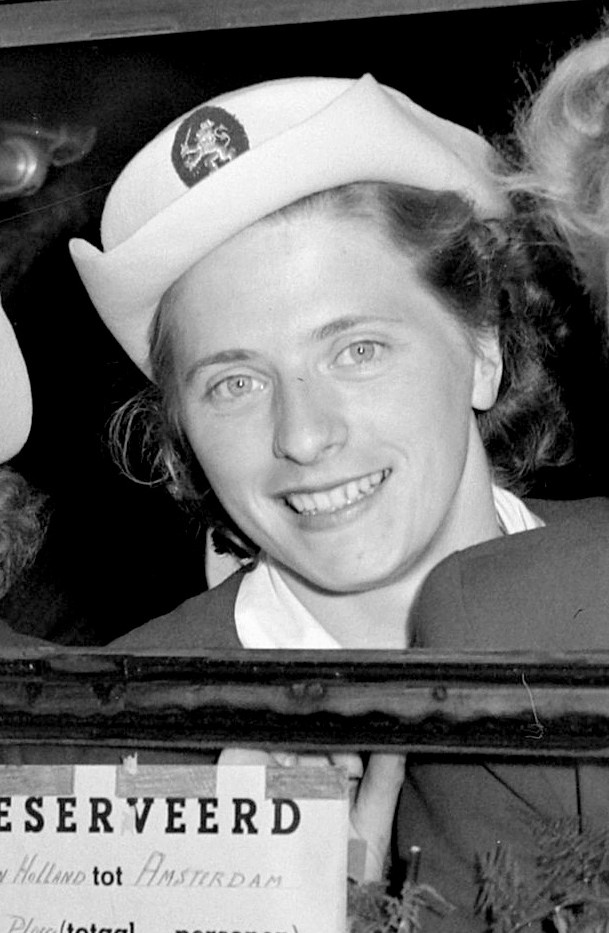
Gerda Koudijs wurde im zweiten Vorlauf disqualifiziert und erreichte damit nicht das Finale

| Platz | Name                | Nation           | Zeit (s) |
| ----- | ------------------- | ---------------- | -------- |
| 1     | Fanny Blankers-Koen | Niederlande      | 11,7     |
| 2     | Elene Gokieli       | Sowjetunion      | 11,9     |
| 3     | Marie Matesová      | Tschechoslowakei | 12,6     |
| 4     | Milly Ludwig        | Luxemburg        | 13,2     |
| 5     | Aniela Mitan        | Polen            | 13,3     |
| 6     | Ingrid Jacobsson    | Schweden         | 14,2     |

### Vorlauf 2
| Platz | Name                | Nation      | Zeit (s) |
| ----- | ------------------- | ----------- | -------- |
| 1     | Walentina Fokina    | Sowjetunion | 11,8     |
| 2     | Anna Linnéa Sövgren | Schweden    | 12,8     |
| 3     | Anne Iversen        | Dänemark    | 13,1     |
| DSQ   | Gerda Koudijs       | Niederlande |          |

## Finale

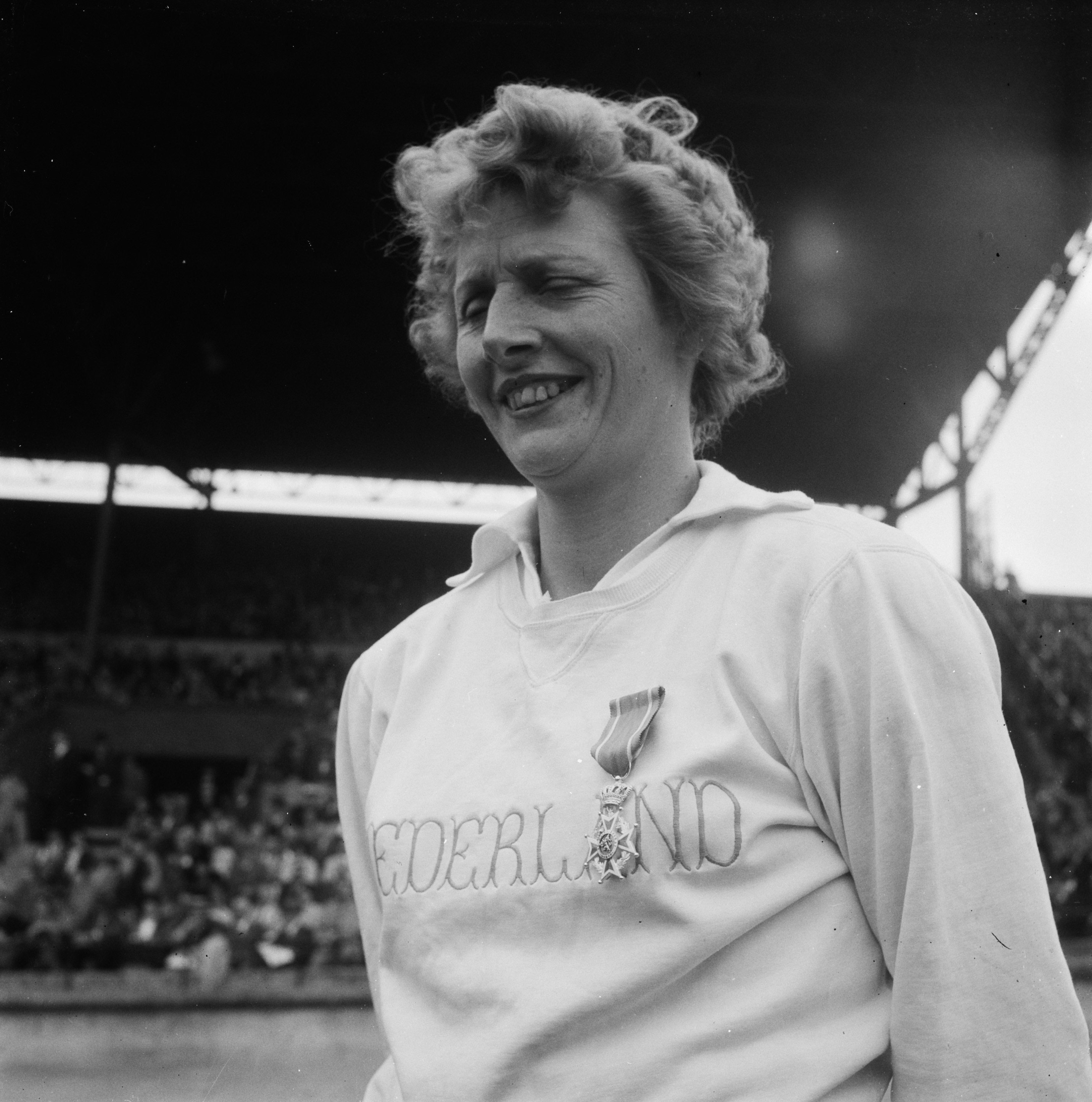
Fanny Blankers-Koen errang ihren ersten internationalen Titel

23. August 1946, 19:00 Uhr
| Platz | Name                | Nation           | Zeit (s) |
| ----- | ------------------- | ---------------- | -------- |
| 1     | Fanny Blankers-Koen | Niederlande      | 11,8     |
| 2     | Elene Gokieli       | Sowjetunion      | 11,9     |
| 3     | Walentina Fokina    | Sowjetunion      | 11,9     |
| 4     | Anne Iversen        | Dänemark         | 12,3     |
| 5     | Anna Linnéa Sövgren | Schweden         | 12,4     |
| 6     | Marie Matesová      | Tschechoslowakei | 12,4     |

## Video
- NORWAY: SPORTS: First post-war European Games athletics meeting (1946), Bereich: 1:16 min bis 1:30 min, youtube.com (englisch), abgerufen am 24. Juni 2022